# Чемпионат мира по шорт-треку среди команд 1997
Чемпионат мира по шорт-треку среди команд 1997 года проходил  4 апреля в Сеуле (Южная Корея).

## Система состязаний
Для участия в чемпионате автоматически квалифицировались первые восемь стран по итогам кубка мира. По 4 конькобежца от каждой страны участвовало в гонках на 500 м и на 1000 м, по 2 конькобежца — в гонке на 3000 м, плюс проходило первенство в эстафете (на 3000 м для женщин, на 5000 м — для мужчин).

## Участники чемпионата

### Мужчины
| Место | Участники        | Очки |
| ----- | ---------------- | ---- |
| 1     | Республика Корея | 57   |
| 2     | Япония           | 40   |
| 3     | Италия           | 39   |
| 4     | Канада           | 38   |
| 5     | Китай            | 29   |
| 6     | Венгрия          | 17   |
| 7     | Нидерланды       | 15   |

### Женщины
| Место | Участники        | Очки |
| ----- | ---------------- | ---- |
| 1     | Республика Корея | 59   |
| 2     | Канада           | 45   |
| 3     | Япония           | 40   |
| 4     | Китай            | 33   |
| 5     | Нидерланды       | 25   |
| 6     | Италия           | 22   |
| 7     | Австралия        | 11   |

## Призёры чемпионата

### Мужчины
| Дисциплина | Золото                                                                              | Серебро                                                                          | Бронза                                                                                              |
| ---------- | ----------------------------------------------------------------------------------- | -------------------------------------------------------------------------------- | --------------------------------------------------------------------------------------------------- |
| Команды    | Республика Корея · Ким Сун Тэ · Ли Хо Ын · Ли Джун Хван · Ким Дон Сун · Чон Джу Сук | Япония · Сатору Тэрао · Юго Синохара · Наоя Тамура · Дзюн Уэмацу · Хитоси Уэмацу | Италия · Орацио Фагоне · Мирко Вюллермин · Никола Франческина · Микеле Антониоли · Маурицио Карнино |

### Женщины
| Дисциплина | Золото                                                                             | Серебро                                                                             | Бронза                                                                             |
| ---------- | ---------------------------------------------------------------------------------- | ----------------------------------------------------------------------------------- | ---------------------------------------------------------------------------------- |
| Команды    | Республика Корея · Чон Ли Ген · Вон Хе Гён · Ань Сан Ми · Ким Юн Ми · Чхве Мин Гён | Канада · Натали Ламбер · Энни Перро · Изабель Шаре · Кристин Будриас · Кэтрин Дуссо | Япония · Нобуко Ямада · Икуэ Тесигавара · Чикаге Танака · Аяко Цубаки · Сати Озава |

|}